# Ruthenica
Ruthenica is een geslacht van slakken uit de  familie van de Clausiliidae.

## Soorten
De volgende soorten zijn bij het geslacht ingedeeld:
- Ruthenica filograna (Rossmässler, 1836)
- Ruthenica gallinae (E. A. Bielz, 1861)